# Почесна відзнака «Перлина Миколаївщини»
Почесна відзнака «Перлина Миколаївщини» — почесна відзнака управління культури Миколаївської обласної державної адміністрації, встановлення для відзначення працівників культури, які бездоганно працюють у сфері культури і мистецвтва, досягли високих творчих результатів та зробили вагомий внесок у розвиток культури в мистецтва Миколаївської області. Заснована у 2008 році.

## Статут відзнаки
Почесною відзнакою нагороджуються працівники закладів, установ, підприємств, організацій культури і мистецтва які бездоганно пропрацювали у сфері культури і мистецтва не менше 5 років, мають непересічний талант, досягли високих творчих результатів, зробили вагомий внесок у розвиток культури і мистецтва.
Вручення почесної відзнаки здійснюється начальником управління культури обласної державної адміністрації в урочистій обстановці під час святкування всеукраїнського Дня працівників культури та аматорів народного мистецтва, який відзначається щороку 23 березня.
Особу може бути нагороджено відзнакою лише один раз. Повторно відзнака не вручається. Особі, нагородженій почесною відзнакою, вручаються нагрудний знак та посвідчення до відзнаки.

## Опис почесної відзнаки «Перлина Миколаївщини»
Знак виготовлений із золота. Має форму прямокутника. По центру з нахилом вправо міститься випуклий рельєф рослини (квітки). З лівого боку квітки розміщується діамант 0,1 карат. На зворотньому боці знака проставлений порядковий номер нагороди. Кріпиться знак за допомогою заколки.
Загальний розмір відзнаки — 15×15 мм.
Вага складає 3 грами.

## Лауреати почесної відзнаки «Перлина Миколаївщини»

### 2008
- Бичков Олександр Антонович;
- Комінарець Ольга Валентинівна;
- Маслова Наталія Дмитрівна;
- Остафійчук Тетяна Григорівна;
- Почтаренко Володимир Георгійович.

### 2009
- Акманов Денис Олександрович;
- Грибкова Елеонора Михайлівна;
- Жайворонок Тетяна Анатоліївна;
- Сорочан Анатолій Олександрович;
- Топчий Володимир Миколайович.